# Ca l'Anglada
Ca l'Anglada és un edifici historicista del municipi de Sant Julià de Vilatorta (Osona) que forma part de l'Inventari del Patrimoni Arquitectònic de Catalunya.

## Descripció
És una casa aïllada de planta rectangular, coberta per un espai destinat a terrassa. Consta de planta baixa i primer pis. Al centre de la terrassa sobresurt una mena de torre quadrada que deu ésser una llanterna que il·lumina la part central de la casa. El portal d'entada és un arc deprimit amb motllures d'inspiració gòtica. A cada costat s'hi obre una finestra amb trencaaigües de factura gòtica i unes creus gregues al centre de l'arc. Al primer pis s'hi obren uns finestrals i un balcó al mig, tots ells decorats amb traceria d'inspiració gòtica -motiu que es repeteix a les baranes de les mateixes obertures-. Al mur d'aquest pis hi ha unes decoracions amb estuc on s'inscriu l'any en què es va bastir l'edifici. Sota el balcó hi ha una fila de carteles també decorades. A la part posterior, a migdia, s'hi obren uns porxos tant a nivell de planta com al primer pis. Un mur envolta el jardí.

## Història
Aquesta casa fou bastida a finals del segle xix (1897). Com altres edificis de la vila té una influència clarament neogòtica. És destinada a segona residència. A darreries del segle xix Sant Julià de Vilatorta es convertí en un important nucli d'estiueig, perquè la ciutat de Vic passà a estar més ben comunicada amb l'arribada del tren el 1875, la qual cosa facilità l'accés als poblets de la rodalia. Sant Julià de Vilatorta és molt visitat per les seves aigües.